# انرژی اتمی (فیلم)
انرژی اتمی (انگلیسی: Atomic Power) یک فیلم مستند کوتاه آمریکایی است که توسط قدم‌روی زمان تولید شد و در ۹ اوت ۱۹۴۶، یک سال پس از پایان جنگ جهانی دوم، منتشر شد. این فیلم نامزد جایزه اسکار بهترین فیلم مستند کوتاه شد.